# Emanuelle in Bangkok
Emanuelle in Bangkok (Italiaans: Emanuelle nera - Orient Reportage, ook bekend als Black Emanuelle 2 en Black Emanuelle Goes East) is een Italiaanse sexploitationfilm uit 1976 onder regie van Joe D'Amato. Het is de tweede film met de onderzoeksjournaliste die bij haar lezers bekend is als 'Emanuelle' (Laura Gemser). Met het woord nera (zwart) in de originele titel, wordt Emanuelle in Bangkok beschouwd als een officieel vervolg op de film Black Emanuelle uit 1975 (die niet was geregisseerd door Joe D'Amato).

## Verhaal
Emanuelle wordt naar Bangkok gestuurd voor een journalistieke opdracht. Terwijl ze daar is, begint ze aan haar eigen onderzoek naar de geheimen van sensueel genot. Terwijl ze veel leert, onthult ze ook verschillende geheimen van haarzelf.

## Rolverdeling
| Acteur               | Personage                        |
| -------------------- | -------------------------------- |
| Laura Gemser         | Emanuelle                        |
| Gabriele Tinti       | Roberto                          |
| Ely Galleani         | Frances                          |
| Ivan Rassimov        | Prins Sanit                      |
| Venantino Venantini  | David                            |
| Giacomo Rossi Stuart | Jimmy (als Giacomo Rossi-Stuart) |
| Chris Avram          | Thomas Quizet                    |
| Koike Mahoco         | Gee (Aziatische masseuse)        |
| Gaby Bourgois als    |                                  |
| Debra Berger         | Debra                            |